# Oberschurbach
Der Oberschurbach ist ein Bach im bayerischen Spessart, der in Mensengesäß im Landkreis Aschaffenburg von rechts und Nordosten in die mittlere Kahl mündet.

## Geographie

### Verlauf
Der Oberschurbach entspringt dem sogenannten Born, einer alten Brunnenstube, weniger als 150 m südwestlich des Ortsrandes von Oberschur im Wald. Er fließt beständig Richtung Südwesten durch den Bocksgrund nach Mensengesäß, auf halbem Weg vorbei am Sportplatz. Gegenüber läuft ihm der Bach aus dem Daßgrund zu, der in der Nähe der Hüttenberger Kapelle entspringt. In Mensengesäß ist der Oberschurbach komplett verrohrt. Wenig oberhalb der Kahlbrücke der Bahnhofstraße (Staatsstraße 2305) mündet er zwischen dem Haltepunkt der Bahnstrecke Kahl–Schöllkrippen und dem heutigen Standort der alten Ölmühle von rechts nach etwa 2,6 km Lauf in die Kahl.

### Einzugsgebiet
Das Einzugsgebiet umfasst etwa 2,2 km², der höchste Punkt darin ist der Herrenberg an der nordwestlichen Wasserscheide zum Steinbach auf etwas über 345 m ü. NHN. Auch anderswo erreichen die obenauf recht flachen rechten und linken Randhügel oft über 330 m ü. NHN. Im Nordwesten konkurriert jenseits der Wasserscheide der Steinbach, im Nordosten über Nebenbäche der Krombach, im Südosten schiebt sich davor das Einzugsgebiet des Schloßgrundgrabens; diese Bäche laufen alle von rechts der Kahl zu.
Ein starkes Viertel des Einzugsgebietes im Nordosten und Osten gehört zu Krombach, der Rest zu Mömbris. Am Oberlauf folgt die Grenze zwischen den Gemeinden lange dem Bachlauf.

### Zuflüsse
- Bach aus dem Daßgrund (rechts)

### Flusssystem Kahl
- Liste der Fließgewässer im Flusssystem Kahl